# Sáskák
A sáskák (Acridoidea) az egyenesszárnyúak (Orthoptera) rendjébe és a tojókampósok (Caelifera) alrendjébe tartozó öregcsalád.

## Előfordulásuk
A sáskák minden növényzettel borított területen gyakoriak, és még a sivatagokban is megtalálhatók. Egyes fajok 4000 méternél is magasabban élnek.

## Megjelenésük
Testhosszuk 1,5 és 20 centiméter közötti; a nőstények nagyobbak, mint a hímek. E rovarokra különösen jellemző erős és rendkívül hosszú hátsó lábuk, amivel szökellve vagy ugrálva haladnak. Bár minden sáskafajnak ilyen lába van, nem mindegyik szökell. Általában két pár szárnyuk van, de vannak szárny nélküli fajok is.
Színezetük fajon belül is nagyon változó. Egyes fajok második szárnya feltűnő színű. A nagyon színes sáskafajok teste mérget tartalmaz, erre hívják fel a figyelmet rikító árnyalataikkal. Csápjaik rövidek és vastagok; ennek alapján a sáskákat könnyen megkülönböztethetjük a hosszú csápú lombszöcskéktől.
Szemük összetett szem. Szájszervük rágó.

## Életmódjuk
E rovarok növények (majdnem kizárólag fűfélék) zöld leveleivel táplálkoznak. A napfényt kedvelik, ezért főleg mezőkön, réteken, útszéli gyomtársulásokban találkozhatunk velük. Ciripelő hangjukat hátsó lábuk és elülső szárnyuk összedörzsölésével hozzák létre. A legtöbb fajnak csak a hímje ciripel. Minden fajnak megvan a maga saját éneke, aminek alapján a párok könnyebben megtalálják egymást. A trópusokon vannak egyáltalán nem ciripelő fajok is.
A legtöbb faj jól repül; a redukált szárnyú fajok röpképtelenek.

## Szaporodásuk
A mérsékelt övben nyáron van a párzási időszak, a trópusokon egész évben tart. A nőstény a talajba rakja 3–100 petéjét; a legtöbb európai faj pete alakjában telel át. A peték kifejlődési ideje a hőmérséklettől és az esőzésektől függően több hónapig is eltarthat. Amikor a lárvák kikelnek, rövid idő múlva már úgy néznek ki, mint szüleik kicsinyített változatban. 4-5 lárvastádiumon mennek keresztül, minden vedlés után egy kicsit nagyobbak lesznek. Eközben szárnyaik még csonkák, és ezek a szárnykezdemények az imágók szárnyaitól eltérően visszahajlanak; szegélyük az állat oldalán ferdén fekszik fel.

## Rendszerezés
A körülbelül 10 000 fajt számláló öregcsalád családjai néhány híresebb fajjal:
- Sáskafélék (Acrididae)
- Charilaidae
- Dericorythidae
- Lathiceridae
- Lentulidae
- Lithidiidae
- Ommexechidae
- Pamphagidae
- Pyrgacrididae
- Romaleidae
  - Tropidacris
- Tristiridae
  - Zonocerus elegans